# Daniil Sergejewitsch Burkenja
Daniil Sergejewitsch Burkenja (russisch Даниил Сергеевич Буркеня, engl. Transkription Danil Burkenya; * 20. Juli 1978 in Aşgabat, heute Turkmenistan) ist ein russischer Dreispringer, der zunächst als Weitspringer aktiv war.
Sein größter Erfolg im Weitsprung, in dem er seinen persönlichen Rekord 2001 mit 8,31 m aufstellte, war ein fünfter Platz bei den Europameisterschaften 2002 in München. Als er jedoch bei den Weltmeisterschaften 2003 in Paris/Saint-Denis ebenso wie schon bei den Weltmeisterschaften 2001 in Edmonton in der Qualifikation scheiterte, beschränkte er sich endgültig auf den Dreisprung.
In der folgenden Saison stellte er am 31. Juli in Tula mit 17,68 m seine Bestmarke auf. Kurz darauf gewann er bei den Olympischen Spielen in Athen mit 17,48 m die Bronzemedaille hinter Christian Olsson (SWE) und Marian Oprea (ROM).
Bei den Europameisterschaften 2006 i Göteborg belegte er den sechsten Platz, jedoch scheiterte er sowohl bei den Weltmeisterschaften 2005 in Helsinki wie auch bei den Weltmeisterschaften 2007 in Osaka in der Qualifikation.